# Ljubomir Fejsa
Ljubomir Fejsa (Vrbas, 14 de agosto de 1988) es un exfutbolista serbio que jugaba de centrocampista.

## Selección nacional
Debutó con la selección de Serbia sub-19, jugó cinco partidos y anotó un gol, Después de dos años fue convocado para la selección de fútbol sub-21 de Serbia, donde ahí jugaría 25 partidos anotando dos goles, misma cantidad de encuentros que disputó para la selección absoluta.

## Clubes
| Club                      | País           | Año       | Partidos | Goles |
| ------------------------- | -------------- | --------- | -------- | ----- |
| F. K. Hajduk Kula         | Serbia         | 2006-2008 | 58       | 2     |
| Partizán de Belgrado      | Serbia         | 2008-2011 | 63       | 2     |
| Olympiacos F. C.          | Grecia         | 2011-2013 | 36       | 1     |
| S. L. Benfica             | Portugal       | 2013-2020 | 169      | 2     |
| Deportivo Alavés (cedido) | España         | 2020      | 13       | 0     |
| Al-Ahli Saudi F. C.       | Arabia Saudita | 2020-2021 | 25       | 1     |
| Partizán de Belgrado      | Serbia         | 2022-2023 | 34       | 0     |

## Palmarés

### Títulos nacionales
| Título                      | Club                 | País     | Año     |
| --------------------------- | -------------------- | -------- | ------- |
| Superliga de Serbia         | Partizán de Belgrado | Serbia   | 2008-09 |
| Copa de Serbia              | Partizán de Belgrado | Serbia   | 2008-09 |
| Superliga de Serbia         | Partizán de Belgrado | Serbia   | 2009-10 |
| Superliga de Serbia         | Partizán de Belgrado | Serbia   | 2010-11 |
| Copa de Serbia              | Partizán de Belgrado | Serbia   | 2010-11 |
| Superliga de Grecia         | Olympiacos F. C.     | Grecia   | 2011-12 |
| Copa de Grecia              | Olympiacos F. C.     | Grecia   | 2011-12 |
| Superliga de Grecia         | Olympiacos F. C.     | Grecia   | 2012-13 |
| Copa de Grecia              | Olympiacos F. C.     | Grecia   | 2012-13 |
| Primeira Liga               | S. L. Benfica        | Portugal | 2013-14 |
| Copa de la Liga de Portugal | S. L. Benfica        | Portugal | 2013-14 |
| Copa de Portugal            | S. L. Benfica        | Portugal | 2013-14 |
| Supercopa de Portugal       | S. L. Benfica        | Portugal | 2014    |
| Primeira Liga               | S. L. Benfica        | Portugal | 2014-15 |
| Copa de la Liga de Portugal | S. L. Benfica        | Portugal | 2014-15 |
| Primeira Liga               | S. L. Benfica        | Portugal | 2015-16 |
| Copa de la Liga de Portugal | S. L. Benfica        | Portugal | 2015-16 |
| Supercopa de Portugal       | S. L. Benfica        | Portugal | 2016    |
| Primeira Liga               | S. L. Benfica        | Portugal | 2016-17 |
| Copa de Portugal            | S. L. Benfica        | Portugal | 2016-17 |
| Supercopa de Portugal       | S. L. Benfica        | Portugal | 2017    |
| Primeira Liga               | S. L. Benfica        | Portugal | 2018-19 |
| Supercopa de Portugal       | S. L. Benfica        | Portugal | 2019    |